# Advantest
Advantest (株式会社アドバンテスト, Kabushiki-kaisha Adobantesuto) est une entreprise japonaise qui fait partie de l'indice TOPIX 100.
Advantest Corporation fabrique et commercialise des dispositifs de test de fonctionnement pour semi-conducteurs et composants électroniques.

## Historique
La société a été fondée en 1954 sous le nom Takeda Riken Industry en tant que fabricant d'instruments de mesure électronique. Elle est entrée dans le business du test de microprocesseurs en 1972. Elle a été cotée à Tokyo en 1983 et renommée Advantest en 1985.

## Actionnaires
Liste des principaux actionnaires au 30 octobre 2019.
| Nomura Asset Management                 | 13,3% |
| Nikko Asset Management                  | 6,79% |
| Daiwa Asset Management                  | 5,57% |
| Sumitomo Mitsui Trust Asset Management  | 5,48% |
| Baillie Gifford & Co.                   | 5,00% |
| Asset Management One                    | 4,52% |
| Mitsubishi UFJ Kokusai Asset Management | 3,70% |
| BlackRock Fund Advisors                 | 3,09% |
| Orbis Investment Management             | 2,78% |
| The Vanguard Group                      | 2,67% |